# سانی ساندووال
سانی ساندووال (انگلیسی: Sonny Sandoval؛ زادهٔ ۱۶ مهٔ ۱۹۷۴) یک موسیقی‌دان اهل ایالات متحده آمریکا است.